# ネパールの国章
ネパールの国章（ネパールのこくしょう）は、ネパール内戦（1996年 - 2006年）後の和平の時期に、それまでのネパール王国の国章に代わって導入されたものである。国章は2020年6月に修正された。

## 紋章の内容

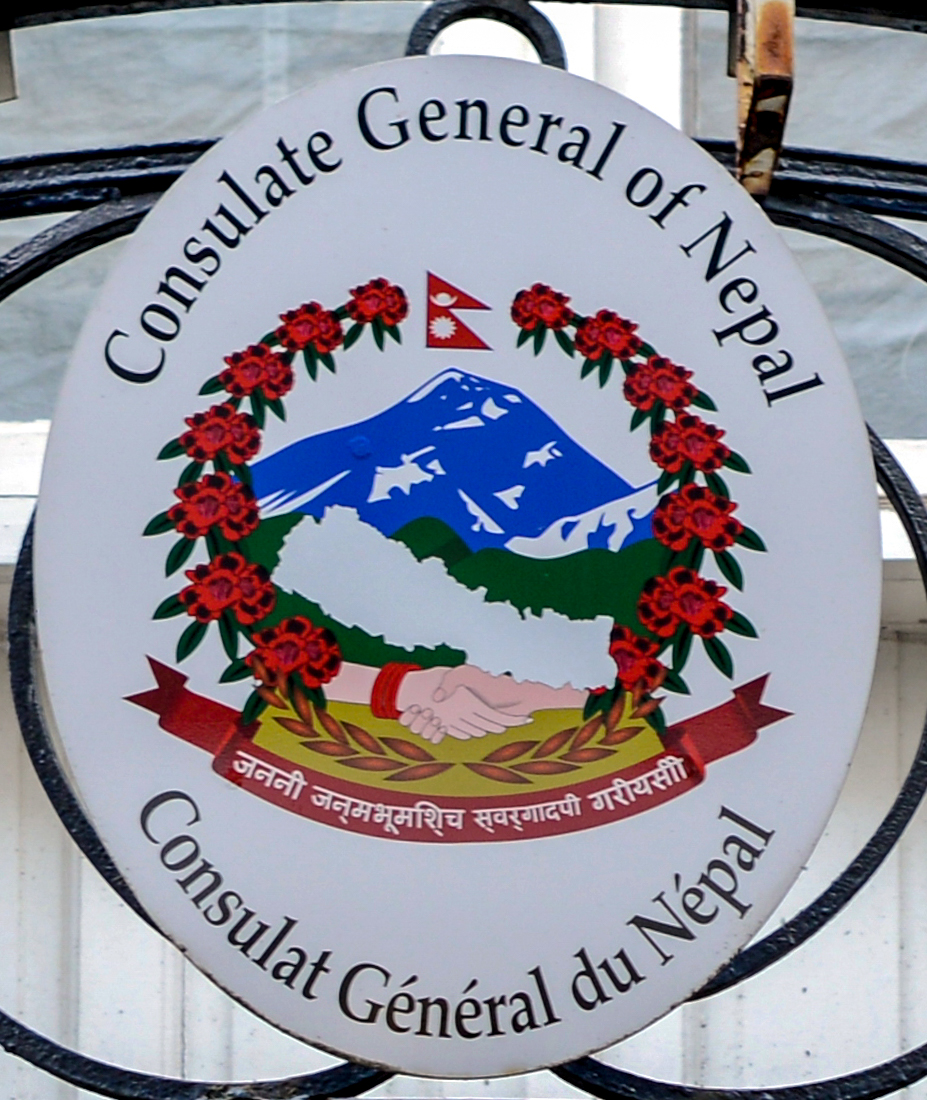
ルクセンブルグのネパール総領事館にある国章

内戦終結直後の2006年12月30日、政府は新たな国章を発表した。この国章の頂上にはネパールの国旗があり、ネパールの国花である赤いシャクナゲの花輪が周囲を取り囲む。花輪の中にはネパールおよび世界の最高峰であるサガルマータ（エベレスト）が描かれ、その裾野には山間部を象徴する緑の丘と、肥沃な平野部（テライ地方）を象徴する黄色の野がある。握手する男性と女性の手は男女平等を表す。中央には、ネパール国土の形をした白いシルエットが配されている。
国章の下部にある赤い巻物には、ネパールの国の標語である「母と母国は天国より素晴らしい」（サンスクリット: जननी जन्मभूमिश्च स्वर्गादपी गरीयसी、jananī janmabhūmiśca svargādapi garīyasī）がデーヴァナーガリー文字で書かれている。この文は、以下の詩文から抜粋されたものである。
अपि स्वर्णमयी लंका न मे लक्ष्मण रोचते ।

जननी जन्मभूमिश्च स्वर्गादपि गरीयसी ।।
ラクシュマナ、私はランカーのことは気にしない、たとえ金でできていたとしても。

母と、生まれた土地は、天国よりも価値がある。
一般には、この言葉はラーマの異母兄弟であるラクシュマナがランカーの地に留まりたいという欲望を口にしたとき、ラーマがラクシュマナをいさめるために言った言葉だとされる。しかしこの言葉が『ラーマーヤナ』由来であるとは確認されていない。

### 2020年の修正
2020年5月18日、政府はインドと領土問題になっている国土北西端のカラパニ地域、リプレク峠を地図に含めることを決定し、併せて国章の地図にも当該の地域が書き加えられた。新国章は6月13日に連邦議会上院で可決された。

## ネパール王国の国章
ネパールの国章は1920年代以降、三角形盾の中にヒマラヤ山脈と湖とシヴァ神を描いた形式（図1–3）が使われていたが、1962年12月16日の新憲法制定時に以下の図4の形式に変えられ、2006年12月30日まで使われた。
国の動物である白い牛と、国鳥である緑色のニジキジが、白いヒマラヤ山脈のふもとの野の川辺にいる姿が描かれる。その左右には三日月と太陽やグルカ兵がおり、一人は民族衣装を着けククリと弓を、もう一人は洋装で小銃を持っている。ヒマラヤの上空には交差した二枚のネパールの国旗と二本のククリ、聖人ゴラクナート（Gorakhnath）の足型、王の冠が描かれている。紋章の周囲には現在の国章と同じくシャクナゲの花輪があり、下部には現在と同じく「母と母国は天国より素晴らしい」の標語を書いた巻物があった。

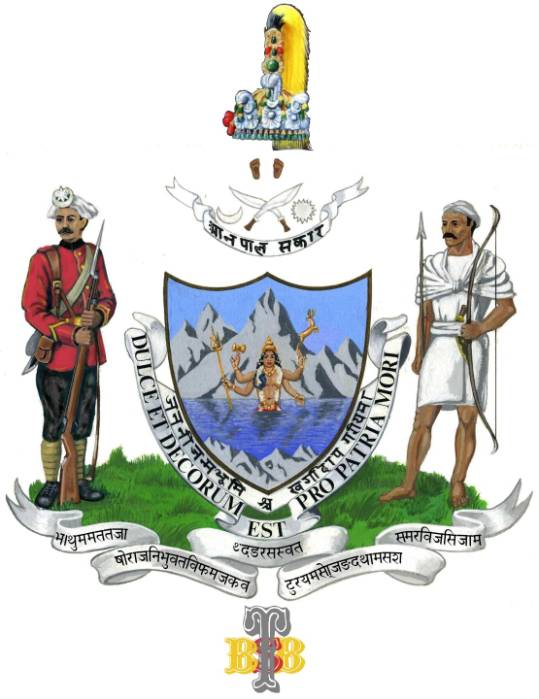
図1：ネパール王国の国章 （1935年）
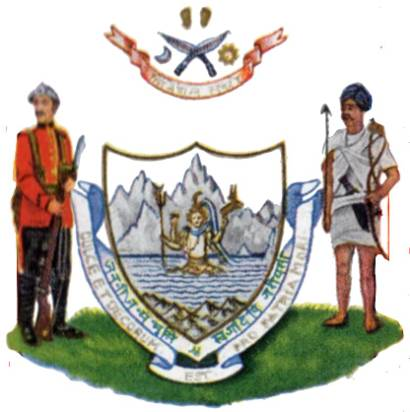
図2：ネパール王国の国章 （1935年-1946年）
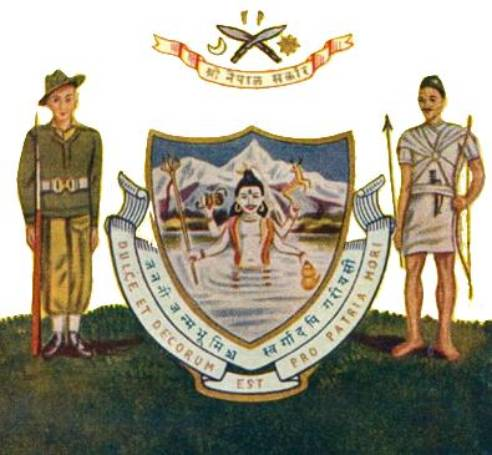
図3：ネパール王国の国章 （1946年）
図4：ネパール王国の国章 （1962年-2008年）